# Пятеричная система счисления
Пятеричная система — система счисления с основанием 5. Возможным происхождением пятеричной системы является тот факт, что на каждой руке по пять пальцев. В пятеричной системе для представления любого вещественного числа используются пять цифр от 0 до 4. Согласно этому методу, пять записывается как 10, двадцать пять записывается как 100 и т. д.. Поскольку пять — простое число, то только обратные числа степеней пяти заканчиваются, хотя его расположение между двумя составными числами 4 и 6 гарантирует, что многие повторяющиеся дроби имеют относительно короткие периоды.

## Сравнение с другими системами счисления
| ×  | 1  | 2  | 3  | 4  | 10  |
| 1  | 1  | 2  | 3  | 4  | 10  |
| 2  | 2  | 4  | 11 | 13 | 20  |
| 3  | 3  | 11 | 14 | 22 | 30  |
| 4  | 4  | 13 | 22 | 31 | 40  |
| 10 | 10 | 20 | 30 | 40 | 100 |

| Пятеричная | 0    | 1    | 2    | 3     | 4     | 10    | 11    | 12    | 13    | 14    | 20    | 21    | 22    |
| Двоичная   | 0    | 1    | 10   | 11    | 100   | 101   | 110   | 111   | 1000  | 1001  | 1010  | 1011  | 1100  |
| Десятичная | 0    | 1    | 2    | 3     | 4     | 5     | 6     | 7     | 8     | 9     | 10    | 11    | 12    |
|            |      |      |      |       |       |       |       |       |       |       |       |       |       |
| Пятеричная | 23   | 24   | 30   | 31    | 32    | 33    | 34    | 40    | 41    | 42    | 43    | 44    | 100   |
| Двоичная   | 1101 | 1110 | 1111 | 10000 | 10001 | 10010 | 10011 | 10100 | 10101 | 10110 | 10111 | 11000 | 11001 |
| Десятичная | 13   | 14   | 15   | 16    | 17    | 18    | 19    | 20    | 21    | 22    | 23    | 24    | 25    |

## Использование
Во многих языках используется квинтильная система счисления, в том числе в гуматже, нунггубую,  куурн-копан-нут,  луисеньо,  и саравеке. Сообщается, что гуматж — это настоящий язык «5–25», в котором 25 — это старшая группа из 5. Цифры в гуматже представлены ниже:
| Число | Пятеричная | Числительное                          |
| ----- | ---------- | ------------------------------------- |
| 1     | 1          | ванггани                              |
| 2     | 2          | маррма                                |
| 3     | 3          | лурркун                               |
| 4     | 4          | дамбумириу                            |
| 5     | 10         | вангани рулу                          |
| 10    | 20         | маррма рулу                           |
| 15    | 30         | лурркун рулу                          |
| 20    | 40         | дамбумирулу                           |
| 25    | 100        | дамбумирри рулу                       |
| 50    | 200        | маррма дамбумирри рулу                |
| 75    | 300        | лурккун дамбумирри рулу               |
| 100   | 400        | дамбумиру дамбумирри рулу             |
| 125   | 1000       | дамбумирри дамбумирри рулу            |
| 625   | 10000      | дамбумирри дамбумирри дамбумирри рулу |

Однако Харальд Хаммарстрём сообщает, что «обычно в этом языке не используются точные числа для такого высокого счёта, и есть определённая вероятность того, что система была расширена до таких значений только во время опроса одного-единственного носителя языка», — указывая на язык биват как на аналогичный случай (ранее засвидетельствованный как 5-20, но с одним носителем языка, который ввёл новшество и сделал счёт 5-25).

## Биквинарий
В этом разделе цифры указаны в десятичной системе счисления.
Десятичная система с двумя и пятью в качестве дополнительных оснований называется двоично-пятеричной и используется в волофском и кхмерском языках. Римские цифры — это ранняя двоично-пятеричная система. Числа 1, 5, 10 и 50 записываются как I, V, X и L соответственно. Семь — это VII, а семьдесят — LXX. Полный список символов:
| Римская    | I | V | X  | L  | C   | D   | M    |
| Десятичная | 1 | 5 | 10 | 50 | 100 | 500 | 1000 |

Тем не менее, это не позиционные системы счисления. Теоретически такое число, как 73, можно записать как IIIXXL (без двусмысленности) и как LXXIII. Чтобы римские цифры можно было использовать для обозначения чисел больше тысячи, был добавлен vinculum (горизонтальная черта), который умножал значение буквы на тысячу, например, перечеркнутая M̅ — это один миллион. Кроме того, не было знака для обозначения нуля. С появлением инверсий, таких как IV и IX, необходимо было сохранить порядок от наиболее значимого к наименее значимому числу.
Во многих версиях абака, таких как суанпан и соробан, для упрощения вычислений используется двоичная система, имитирующая десятичную. Числа культуры полей погребальных урн и некоторые системы подсчёта очков также являются двоичными. Единицы измерения валют обычно частично или полностью двоичные.
Двоично-десятичное кодирование — это вариант двоичного кодирования, который использовался в ряде ранних компьютеров, включая Colossus и IBM 650 для представления десятичных чисел.

## Калькуляторы и языки програмирования
Немногие калькуляторы поддерживают вычисления в квинтильной системе, за исключением некоторых Sharp моделей (в том числе некоторых моделей серий EL-500W и EL-500X, где она называется пентальной системой) примерно с 2005 года, а также научного калькулятора с открытым исходным кодом WP 34S.